# Louis Saint-Laurent
Louis-Stephen Saint-Laurent, född 1 februari 1882 i Compton i Québec, död 25 juli 1973 i Québec, var en kanadensisk politiker (liberal). 
Han var Kanadas premiärminister mellan 1948 och 1957.

## Familjebakgrund och familjeliv
Saint-Laurent växte upp i ett tvåspråkigt hem i Compton som under hans uppväxttid hade engelska som majoritetsspråk. Detta var fallet ännu så sent som 1901 men år 1911 konstaterades franska som det första språket för de flesta comptonbor. Med fadern Jean-Baptiste talade Saint-Laurent franska som också var skolspråket men med modern Mary Anne engelska. Han döptes till Louis-Étienne men kallade sig senare Louis-Stephen. Han gifte sig 1908 med Jeanne Renault. Paret fick två söner och tre döttrar.

## Politisk karriär
Saint-Laurent var Kanadas justitieminister 1941–1946, utrikesminister 1946–1948, igen justitieminister 1948 och premiärminister 1948–1957. Som partiledare för Kanadas liberala parti fungerade Saint-Laurent mellan 1948 och 1958. Han ledde oppositionen i ett år efter 1957 års valförlust och efterträddes sedan som partiledare av Lester B. Pearson.